# José Servidio
 José Servidio (Villa Crespo, Buenos Aires, Argentina, 18 de marzo de 1900 – ídem  6 de junio de 1969) fue un bandoneonista, director de orquesta y compositor dedicado al tango, que es recordado especialmente como coautor del tango El bulín de la calle Ayacucho, que grabaron Carlos Gardel y otros músicos.

## Primeros años
Luis Servidio, su hermano mayor, fue el primero en interesarse en la ejecución del bandoneón, luego lo siguió José y, finalmente, Alfredo, el menor. Los tres fueron fundamentalmente autodidactas, si bien recibieron algunas enseñanzas de maestros de su época como Genaro Espósito, el contrabajista Arturo Bernstein y Juan Maglio, entre otros. Recibió el apodo de Balija (así, con be alta) cuando todavía no era adulto, porque el estuche del bandoneón parecía enorme al lado de su estatura.

## Actividad como ejecutante
Transitó por diversas orquestas, en las que ocasionalmente fue compañero de Anselmo Aieta, Carlos Marcucci, Rafael Iriarte, Juan Bautista Guido y otros bandoneonistas dedicados al tango. ingresó a la orquesta de Roberto Firpo cuando este director tenía sólo 16 años, vinculación que –con egresos y reingresos- mantuvo hasta 1927 como segundo bandoneón de Pedro Maffia actuando en el Armenonville, en el Pigalle y en el Palais de Glace y en la temporada de 1920 en el Teatro Nacional. Después pasó por las formaciones dirigidas por Juan Maglio, Francisco Canaro y Osvaldo Fresedo, reemplazando a este último cuando tuvo un accidente de aviación.

Entre 1921 y 1922, formó un cuarteto con los violinistas Bernardo Germino y César Pizzella y el pianista José Tanga con el que se presentó en el Café ABC, de Canning y Rivera (hoy Scalabrini Ortiz y Avenida Córdoba). Cuando en 1926 formó su propia orquesta actuó en el Café El Nacional, El Parque, A.B.C., Victoria y los cabarés Montmartre y Chantecler, entre otros, así como presentaciones en radiodifusión y grabaciones de temas. También realizó giras por el interior del país y por el Uruguay. Actuaban en el conjunto, entre otros, sus hermanos Alfredo y Luis, el pianista Juan Carlos Ghio y como violinistas los hermanos, Roberto y Teodoro Guisado.
En diciembre de 1928, actuó con su Orquesta Típica Infantil, en una función del Teatro Colón a beneficio de la actriz Orfilia Rico. En los años siguientes siguió trabajando en los principales centros de atracción tanguera de la época en tanto hacía grabaciones en forma regular para el sello Electra y en algunos de los registros figuró como Orquesta Típica Regional. También grabó en dúo de bandoneones con su hermano, a veces con la voz de Amadeo Siffredi, como los tangos Vida triste y Mis recuerdos e hizo presentaciones director de conjunto en Radio El Mundo.
Después de reaparecer en la década de 1950 grabando para el sello TK, dejó en forma definitiva el espectáculo.
En 1963 León Benarós lo describió así:

«De mediana estatura, pletórico, ancho de espaldas, con camisa de anchas rayas azules sobre fondo blanco y traje un tanto gardeliano. Tiene ojos grises, cabello abundoso y castaño, nariz aguileña y la voz reposada y grave.»

## Labor como compositor
Su primera composición conocida fue el tango La contra... vino, de 1919, que grabó Roberto Firpo en 1922, y su mayor éxito lo logró con El bulín de la calle Ayacucho, que grabaron Gardel y otros músicos. 
Otras obras de Servidio que se recuerdan son El alma que siente y Milonga fina, con versos de Flores; Trapito con letra de Eugenio Cárdenas y La pena del payador, un hermoso vals criollo, con letra de Eduardo Escaris Méndez que grabaron, entre otros, Julio Sosa, Carlos Gardel y Héctor Mauré, Pebeta loca que grabó Azucena Maizani y La carreta, un tango con versos de Francisco García Jiménez que grabó Dorita Davis.
José Servidio falleció el 6 de junio de 1969.

## Obras registradas por José Servidio en SADAIC
Las obras que aparecen registradas en SADAIC a nombre de José Servidio son:
- A nadie importa su pena (en colaboración con Alfredo Servidio y Adolfo Víctor Vázquez)
- A porcentaje (en colaboración con Francisco Oscar Cittadino)
- A Santos Vega (en colaboración con Omar Reynaldo Alladio)
- Abanderada (en colaboración con Enrique Cárpena)
- Abatido (en colaboración con Atilio Alberto Nardelli y Manuel Rodríguez Taboada)
- Adelaida (en colaboración con Juan A. Martínez)
- Amor torero (en colaboración con Luis Servidio)
- Aquel amor (en colaboración con Ricardo Olcese)
- Aquel triunfador (en colaboración con Atilio Alberto Nardelli y Ángel Antonio Sarli)
- Bailecito de las flores (en colaboración con Omar Reynaldo Alladio)
- Barrio querido (en colaboración con José Cipriano)
- Barullera (en colaboración con Francisco Nicolás Carbonaro)
- Besarte una vez más (en colaboración con Luis Caruso) (1943)
- Bien por mal (en colaboración con Mariano Abel Aznar) (1948)
- Bien sé que es cierto (en colaboración con Luis Servidio y Alfredo Bigeschi) (1934)
- Brochazos (en colaboración con Ismael Caso y Jose Carmen Cicarelli)
- Calles de mi barrio
- Cele (en colaboración con Francisco Nicolás Carbonaro y José Laurino)
- Chacareando (en colaboración con Juan A. Martínez) (1946)
- Chacarera de Ayacucho (en colaboración con Omar Reynaldo Alladio)
- Chacarera del Azul (en colaboración con Omar Reynaldo Alladio)
- Chanteclair (en colaboración con Bernardo Germino)
- Cina Cina (en colaboración con Luis Servidio) (1937)
- Como aman los gauchos (en colaboración con Eduardo Escaris Méndez y Luis Servidio) (1933)
- Como el pucho (en colaboración con Francisco Oscar Cittadino)
- Como si fuera un cuento (en colaboración con Eusebio López y Eugenio Portafois)
- Cuadro porteño (en colaboración con Luis Caruso y José Curi)
- Cuando te encontré (en colaboración con Alberto Amancio Cardama y Liberto Palazón)
- Del barrio fuistes (en colaboración con Luis Servidio y Santiago Adamini) (1933)
- Diciéndome adiós (en colaboración con Alberto Amancio Cardama y Saúl Germán Funes)
- Don Zoilo
- El alma que siente (en colaboración con Esteban Celedonio Flores) (1954)
- El bulín de la calle Ayacucho (en colaboración con Esteban Celedonio Flores y Luis Servidio) (1954)
- El carretón (en colaboración con Ernesto Gauna y Luis Servidio) (1933)
- El desconfiao (en colaboración con José Laurino y Atilio Alberto Nardelli)
- El día que la perdí (en colaboración con Ismael Caso y Jose Carmen Cicarelli)
- El paraíso (en colaboración con Francisco Oscar Cittadino)
- El romántico (en colaboración con Héctor Domingo Marcolongo) (1940)
- El último gaucho (en colaboración con Manuel Juan García Ferrari y Antonio Ramírez ) (1938)
- Entre tangos y recuerdos (en colaboración con Atilio Alberto Nardelli y José Laurino) (1963)
- Estoy penando  (1936)
- Falsa fuiste (en colaboración con Luis Servidio y Carlos Alberto Ritacco) (1933)
- Fiesta en el corazón (en colaboración con José Laurino y Atilio Alberto Nardelli)
- La última serenata (en colaboración con Juan Triccarini)
- Lamento gaucho (en colaboración con Luis Servidio)
- Matando penas (en colaboración con Luis Servidio y Alfredo Faustino Roldán)
- Mi desvelo (en colaboración con Eusebio López)
- Mi noche de tango (en colaboración con Atilio Alberto Nardelli) (1975)
- Mi recital (en colaboración con Ramón López Audón)
- Mi último adiós (en colaboración con Delia Claudia Vai Leguizamo) (1952)
- Milagrosamente (en colaboración con Simón Beguel) (1942)
- Milonga fina (en colaboración con Esteban Celedonio Flores) (1951)
- Mirá bien por donde vas
- Mis recuerdos (en colaboración con Alfredo Faustino Roldán y Luis Servidio) (1944)
- No me jurés (en colaboración con Juan Pedro Castillo) (1946)
- Paloma (en colaboración con Omar Reynaldo Alladio)
- Soy del 900 (en colaboración con Omar Reynaldo Alladio)
- Tendrás que llorar por mí (en colaboración con Luis Servidio y Alfredo Faustino Roldán )
- Tiempo de oro (en colaboración con Zenón Telmo Hormaeche y Juan Pedro Castillo)
- Todo se perdió (1957 )
- Todo un hombre (en colaboración con Luis Servidio y José Vaini)  (1939)
- Trapito (en colaboración con Eugenio Rodríguez Asensio y Luis Servidio) (1938)
- Una dos y tres (en colaboración con Francisco Nicolás Carbonaro)
- Una pena (en colaboración con Omar Reynaldo Alladio)
- Vengo de Jujuy
- Vida misteriosa (en colaboración con José Laurino y Atilio Alberto Nardelli)
- Vida triste (en colaboración con Alfredo Faustino Roldán y Luis Servidio) (1933)
- Virgen de Luján (en colaboración con Luis Servidio y Alfredo Faustino Roldán) (1940)
- Y punto final
- Ya no tenés cura (en colaboración con Atilio Alberto Nardelli)
- Yo me presento así (en colaboración con Delia Claudia Val Leguizamo )
- Yo soy Mireya (en colaboración con Juan Carlos Chiappe)  (1957)